# ليلي كينغ
ليلي كينغ سباحة أمريكية، من مواليد 10 فبراير 1997 بمدينة إيفانسفيل الأمريكية، فازت بالميدالية الذهبية في مسابقة 100 متر سباحة صدر ضمن منافسات السباحة في الألعاب الأولمبية الصيفية 2016.

## روابط خارجية
- ليلي كينغ على موقع الاتحاد الدولي للسباحة (الإنجليزية)
- ليلي كينغ على موقع SwimRankings.net (الإنجليزية)
- ليلي كينغ على موقع اللجنة الأولمبية الدولية (الإنجليزية)
- ليلي كينغ على موقع أوليمبيديا (الإنجليزية)
- ليلي كينغ على موقع اللجنة الأولمبية والبارالمبية الأمريكية (الإنجليزية)